# Comuna Bairak, Dîkanka
Bairak (în ucraineană Байрак) este o comună în raionul Dîkanka, regiunea Poltava, Ucraina, formată din satele Bairak (reședința), Odariukivka și Petrenkî.

## Demografie
Componența lingvistică a comunei Bairak
     Ucraineană (91,86%)
     Rusă (3,36%)
     Alte limbi (0,54%)
Conform recensământului din 2001, majoritatea populației comunei Bairak era vorbitoare de ucraineană (91,86%), existând în minoritate și vorbitori de rusă (3,36%) și armeană (1,77%).